# Imia
Imia (in greco Ίμια?) o Kardak è una coppia di piccoli isolotti disabitati nel Mar Egeo, situati tra l'arcipelago greco del Dodecaneso e la costa continentale sud-occidentale della Turchia.
Imia è stata oggetto di una crisi militare e di una successiva disputa sulla sovranità tra Grecia e Turchia nel 1996. La crisi di Imia rientra nella più ampia disputa dell'Egeo, che comprende anche controversie sulla piattaforma continentale, le acque territoriali, lo spazio aereo, le regioni di informazione di volo (FIR) e la smilitarizzazione delle isole dell'Egeo. All'indomani della crisi, la disputa si è allargata, poiché la Turchia ha iniziato a rivendicare parallelamente un numero maggiore di altri isolotti dell'Egeo. Queste isole, alcune delle quali abitate, sono considerate indiscutibilmente greche dalla Grecia ma dal punto di vista della Turchia come zone grigie di sovranità indeterminata.
L'Unione europea ha appoggiato la parte greca nella disputa di Imia e ha avvertito la Turchia di astenersi da qualsiasi tipo di minaccia o azione diretta contro la sovranità della Grecia. La Turchia è stata chiamata a risolvere qualsiasi controversia di confine con i suoi vicini attraverso modi pacifici, in conformità con la Carta delle Nazioni Unite, e/o sollevando la questione alla Corte internazionale di giustizia.

## Geografia
Gli isolotti si trovano a 5,5 miglia nautiche (10,2 km) a est dell'isola greca di Kalymnos, 1,9 nmi (3,5 km) sud-est dell'isola greca di Kalolimnos, 3,8 nmi (7,0 km) a ovest della penisola turca di Bodrum e 2,2 nmi (4,1 km) dall'isolotto turco di Çavuş Adası. Gli isolotti si trovano a circa 300 m l'uno dall'altro, quello orientale è leggermente più grande di quello occidentale. La loro superficie totale è di 10 acri (4,0 ha) .
Le isole sono anche indicate come Limnia (Λίμνια) in greco, o İkizce in turco, o come Heipethes in alcune mappe dell'inizio del XX secolo. Si ritiene che il toponimo "Kardak" derivi dal greco "Kar (y) dakia", cioè "piccole noci", per via della loro forma.

## Sfondo

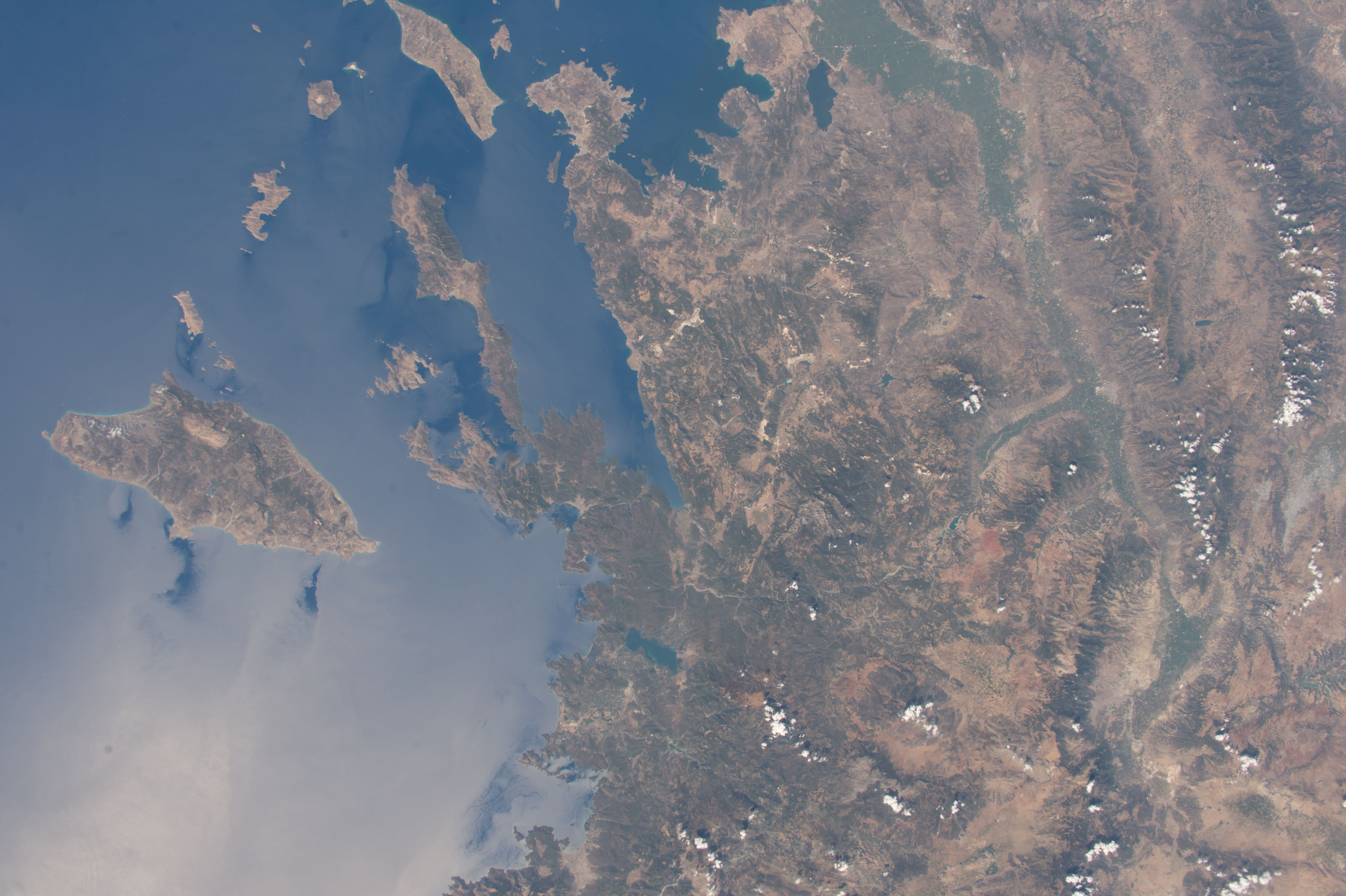
Un'immagine delle coste del Dodecaneso e dell'Anatolia. Imia / Kardak è sul bordo più settentrionale della foto. Clicca sulla foto per ingrandirla.

Se molti aspetti dei diritti di sovranità nell'Egeo, come le acque territoriali e lo spazio aereo nazionale, sono stati oggetto di controversia tra i due paesi per decenni, i conflitti relativi al possesso del territorio insulare erano sconosciuti fino alla fine del 1995. Fino al 1985 le carte idrografiche turche riconoscevano la linea del confine greco-turco a metà strada tra Imia e la costa turca. La controversia su Imia è nata quando, il 26 dicembre 1995, il cargo turco Figen Akat si è accidentalmente arenato sull'isolotto orientale e si è resa la necessità di recuperarlo.
Un rimorchiatore greco rispose alla chiamata di soccorso. Il capitano turco inizialmente rifiutò l'assistenza offerta, sostenendo di trovarsi all'interno delle acque territoriali turche. Alla fine accettò di essere rimorchiato al porto turco di Güllük dal rimorchiatore greco. Il capitano greco compilò i documenti necessari per la tassa di salvataggio, ma il capitano turco obiettò, sostenendo che il mercantile era stato in acque turche.
Il 27 dicembre il ministero degli Esteri turco comunicò alle autorità greche che riteneva ci fosse una questione di sovranità e il 29 dicembre dichiarò gli isolotti come territorio turco. Il 9 gennaio Atene respinse la richiesta, citando il Trattato di Losanna (1923), la Convenzione tra Italia e Turchia (1932) e il Trattato di Parigi (1947).
L'intero evento è stato a malapena riportato dai media, e di conseguenza non è stato ampiamente reso noto al pubblico fino al mese successivo, al 20 gennaio 1996, quando la rivista greca GRAMMA pubblicò un articolo, un giorno dopo la nomina di Kostas Simitis come primo ministro per formare un nuovo governo greco. L'articolo suscitò una dura reazione da parte della stampa greca, seguita da quattro cittadini della vicina isola di Kalymnos, tra cui il sindaco e il proprietario di un gregge di pecore che rimase sugli isolotti, issando una bandiera greca sull'isolotto orientale il 25 gennaio.
Per opporsi a ciò, il 27 gennaio alcuni giornalisti turchi di Hurriyet sbarcarono sull'isolotto con un elicottero, ammainarono la bandiera greca e issarono una bandiera turca. L'intero evento venne trasmesso in diretta dalla televisione turca. Il 28 gennaio, la Marina greca ammainò la bandiera turca e ripristinò quella greca, provocando uno scambio di feroci dichiarazioni della prima ministra turca Tansu Çiller e del nuovo primo ministro greco Kostas Simitis. Le forze navali turche e greche furono allertate e le navi da guerra di entrambi i paesi, entrambi membri della NATO, salparono verso gli isolotti.

## Crisi militare
Durante la crisi, nella notte del 28 gennaio del 1996, le forze speciali greche sbarcarono segretamente sull'isolotto orientale senza essere scoperte. Il 30 gennaio, funzionari turchi e greci rilasciarono dichiarazioni, insistendo ciascuno sui propri diritti sovrani su Imia/Kardak. Inoltre, le unità corazzate turche si spostarono sulla linea verde a Cipro, che fece scattare l'allerta della Guardia nazionale cipriota. Il 31 gennaio alle 1:40 anche le forze speciali turche SAT Commandos atterrarono inosservate sull'isolotto occidentale, aumentando le tensioni. Fu solo 4 ore dopo che i greci se ne accorsero quando un elicottero greco decollò alle 5:30 dalla fregata greca Navarino per ricognizione. Durante la missione si schiantò sugli isolotti (alcuni speculando sostengono che ciò sia avvenuto a causa del fuoco turco), ma ciò è stato nascosto da entrambi gli Stati per impedire un'ulteriore escalation, sebbene tre ufficiali greci sull'elicottero siano stati uccisi: Christodoulos Karathanasis, Panagiotis Vlahakos ed Ektoras Gialopsos.
La minaccia militare immediata fu disinnescata principalmente dai funzionari americani, in particolare dall'inviato statunitense Richard Holbrooke, che lavorava telefonicamente con i funzionari di entrambe le parti durante le ultime ore della crisi. Greci e turchi non si parlarono direttamente tra loro, ma risposero all'assistenza di Washington come intermediario informale. Entrambe le parti acconsentirono agli Stati Uniti di tornare allo "status quo ante", ovvero con opinioni divergenti sulla sovranità e con l'assenza di forze militari sugli isolotti. Funzionari greci e turchi assicurarono agli Stati Uniti che le loro forze militari stabilite intorno agli isolotti sarebbero state rimosse. Gli Stati Uniti accettarono di monitorare il ritiro. Sebbene l'impegno statunitense sia stato determinante nel disinnescare la crisi, la questione territoriale di base è rimasta irrisolta a partire da quel momento.

## Tensioni successive
Nel gennaio 2016, il ministro della Difesa greco, Panos Kammenos, ha sorvolato il Mar Egeo orientale con un elicottero militare e ha gettato una corona in mare intorno agli isolotti dove i tre ufficiali della Marina greca sono stati uccisi nel 1996.
Nel dicembre 2016, il ministro degli Esteri turco, Mevlut Cavusoglu, ha affermato che gli isolotti erano "suolo turco", mentre il governo greco ha risposto che "la sovranità della Grecia sulle sue isole nell'Egeo, inclusa Imia, è indiscutibile e stabilita dal diritto internazionale". Il portavoce della Commissione europea ha affermato che l'UE ha esortato la Turchia a evitare qualsiasi tipo di "fonte di attrito, minaccia o azione diretta contro uno Stato membro, che danneggi le relazioni di buon vicinato e la risoluzione pacifica delle controversie".
Le tensioni intorno agli isolotti si sono rinnovate nel gennaio 2017, alla luce del deterioramento delle relazioni greco-turche a seguito del rifiuto greco di estradare in Turchia i partecipanti al fallito tentativo di colpo di Stato turco del 2016. Un battello missilistico della marina turca, accompagnato da due motoscafi delle forze speciali, è entrato nell'area intorno agli isolotti il 29 gennaio 2017. Secondo la dichiarazione rilasciata dal ministero della Difesa greco, sono stati bloccati e avvertiti dalle navi della guardia costiera greca e si sono ritirati dall'area dopo circa sette minuti. Le forze armate turche hanno negato che le navi fossero bloccate, ma non hanno comunque negato l'incidente, dichiarando che la missione faceva parte di un'ispezione della base navale di Aksaz da parte del capo di stato maggiore Hulusi Akar, che all'epoca era a bordo.
Nel febbraio 2018 le autorità greche hanno affermato che una nave pattuglia della guardia costiera turca aveva speronato una barca della guardia costiera greca vicino agli isolotti. Nessuno è rimasto ferito, ma la nave greca ha subito danni alla poppa. La Grecia si è lamentata con la Turchia dell'incidente. Il ministero degli Esteri turco ha negato la responsabilità della nave turca, affermando che le dichiarazioni greche avevano ingannato l'opinione pubblica greca e distorto la verità "come sempre". Il giorno successivo un filmato ha rivelato lo speronamento della barca greca da parte della motovedetta turca. Inoltre, la Turchia ha iniziato a costruire una torre di guardia, una struttura per accogliere i soldati e un molo sul vicino isolotto di Çavuş Adası. Sull'isola verranno installate telecamere termiche per consentire alla guardia costiera turca di monitorare le attività navali intorno agli isolotti.

## Status giuridico
Il punto di riferimento cruciale per la valutazione dello status giuridico degli isolotti, riconosciuto come tale da entrambe le parti, è il Trattato di pace di Losanna del 1923. Con questo trattato di pace, la Turchia aveva confermato ampie cessioni degli ex territori ottomani alla Grecia e all'Italia, territori che erano de facto sotto il loro controllo dal 1911 o dal 1913. L'arcipelago del Dodecaneso, che comprende le isole confinanti con Imia / Kardak, fu ceduto all'Italia. Successivamente i diritti su queste isole furono ceduti dall'Italia alla Grecia con il Trattato di Parigi del 1947. Tuttavia, il Trattato di Losanna non menziona ogni singola piccola isola per nome, ma le tratta sommariamente.
Di conseguenza, al centro del problema giuridico di Imia / Kardak è la questione se queste isole, in virtù della loro situazione geografica, rientrino nell'ambito della rinuncia alla sovranità e della cessione all'Italia come definito da alcuni articoli del Trattato di Losanna. Vi sono anche questioni relative all'interpretazione di un successivo protocollo firmato tra Italia e Turchia nel 1932. Esse riguardano alcuni scambi diplomatici effettuati tra le tre parti in periodi diversi tra il 1932 e il 1996 e la rilevanza della pratica effettiva (ovvero l'esercizio effettivo della sovranità da parte di una delle parti) prima del 1996.

### Trattato di Losanna
Le disposizioni del Trattato di Losanna che sono rilevanti per l'Imia / Kardak e la relativa questione delle "zone grigie" sono le seguenti:
- Articolo 6

"[...] In assenza di disposizioni contrarie, nel presente Trattato, le isole e gli isolotti che si trovano entro tre miglia dalla costa sono inclusi entro la frontiera dello Stato costiero."
- Articolo 12

"[...] Salvo dove una disposizione contraria è contenuta nel presente Trattato, le isole situate a meno di tre miglia dalla costa asiatica rimangono sotto la sovranità turca."
- Articolo 15

"La Turchia rinuncia a favore dell'Italia a tutti i diritti e titoli sulle seguenti isole: [qui segue un'enumerazione delle 13 isole più grandi nell'area del Dodecannese, per nome], e gli isolotti da esse dipendenti [...] "
- Articolo 16

"La Turchia rinuncia con la presente a tutti i diritti e titoli di sorta sui o sul rispetto dei territori situati al di fuori delle frontiere fissate nel presente Trattato e delle isole diverse da quelle su cui la sua sovranità è riconosciuta dal detto Trattato, il futuro di questi territori e isole viene risolto o essere risolto dalle parti interessate. [...] "
Il problema di Imia / Kardak è rilevato dal fatto che si trova appena al di fuori del confine di tre miglia dell'articolo 6 e dell'articolo 12, ma non è nemmeno in senso stretto, geograficamente "dipendente" (articolo 15) dalle isole più grandi del Dodecaneso (essendo ancora più vicino alla terraferma turca che alla successiva isola più grande). La Grecia ritiene che la formulazione degli articoli 12 e 16 insieme precluda qualsiasi rivendicazione turca di territori al di fuori del confine di tre miglia una volta per tutte e che il criterio della "dipendenza", al fine di dare alle disposizioni del trattato un significato intrinsecamente coerente, debba essere inteso in un senso piuttosto ampio in quanto ricopre nell'insieme tutta l'area generale del Dodecaneso al di fuori del limite di tre miglia. La Turchia, invece, sostiene che il criterio della "dipendenza" deve essere inteso in senso stretto, e che formazioni come Imia / Kardak possono quindi costituire "zone grigie" che il trattato ha lasciato indeciso o che addirittura la sovranità turca su di esse è ancora valida.

### Trattato di Ankara e protocollo del 1932
Dopo il Trattato di Losanna, è nata una disputa tra Turchia e Italia su alcune altre piccole isole, non direttamente collegate all'area di Imia / Kardak. Questa controversia è stata risolta attraverso un compromesso, che è stato sigillato in un trattato bilaterale nel 1932 ad Ankara. In appendice a quel trattato, i due governi si assicurarono formalmente a vicenda che da allora consideravano l'intero confine rimanente del Dodecaneso tra loro non controverso e nominarono un comitato tecnico bilaterale per tracciarne l'esatta delimitazione cartograficamente.
Il comitato produsse un protocollo tecnico che è stato firmato dagli inviati dei due ministeri degli esteri nello stesso anno. Questo protocollo menziona in modo esplicito Imia, essendo dalla parte italiana (cioè più tardi greca). Il protocollo stesso, secondo l'attuale argomento turco, non ha le caratteristiche formali di un trattato internazionale. La parte greca oggi ritiene che ciò costituisca comunque una prova convincente che il governo turco dell'epoca si era impegnato in modo vincolante ad accettare la delimitazione come descritto nel protocollo. La parte turca sostiene che il protocollo non è vincolante come trattato internazionale e quindi non ha alcun valore per la risoluzione della presente controversia.

### Trattato di Parigi
L'Italia ha ceduto le isole del Dodecaneso alla Grecia con il Trattato di Parigi del 1947. L'articolo 14 enumera le isole da trasferire alla sovranità greca e afferma che gli isolotti adiacenti devono essere trasferiti. Le parti turche e greche contestano il significato del termine. La Turchia sostiene che Imia / Kardak non rientra nella definizione stipulata dall'articolo 14 del trattato.

### Relazioni diplomatiche successive
Dopo la crisi del 1996, i governi turco e greco hanno fatto varie affermazioni secondo cui alcuni scambi diplomatici tra Turchia e Italia dopo il 1932, e tra Turchia e Grecia dopo il 1947, hanno fornito la prova che i rispettivi oppositori in quel momento avevano opinioni legali diverse da quelle che sostengono oggi, rendendo la loro posizione attuale incoerente e insostenibile. Pertanto, la Turchia ha affermato che sia il governo italiano negli anni '30 che il governo greco tra il 1947 e gli anni '50 si erano dimostrati ben consapevoli che il protocollo del 1932 non forniva basi legali per un'esatta delimitazione del confine.
Al contrario, la Grecia sostiene che la Turchia, già negli anni '30, avesse esplicitamente confermato all'Italia di considerare valido e vincolante il protocollo del 1932. Tuttavia, la maggior parte di queste prove è contenuta in scambi diplomatici che non sono mai stati divulgati al pubblico da nessuna delle due parti.
La Grecia cita anche come prova di un'ex accettazione turca della sovranità greca le procedure diplomatiche intorno alla delimitazione originale delle regioni di informazione di volo (FIR) nel quadro dell'ICAO, nel 1950. Il trattato in questione afferma che, nella zona dell'Egeo, il confine tra le FIR di Atene e Istanbul doveva seguire i confini delle acque territoriali. Ciò implica, secondo il punto di vista greco, che entrambe le parti in quel momento davano per scontato che esistesse effettivamente un confine concordato di comune accordo, il che contraddirebbe le affermazioni di persistenti "zone grigie" avanzate oggi dalla Turchia.
Le mappe delle zone aeree pubblicate dopo quell'accordo (ad esempio una mappa ufficiale pubblicata dalla Turchia nel 1953) mostrano effettivamente una linea che corre dove la Grecia oggi afferma che dovrebbe essere il confine territoriale, con Imia / Kardak dalla parte greca. La Turchia sostiene che l'accordo sui confini FIR non riguardava la determinazione della sovranità e quindi non ha alcuna relazione con la questione.

### Prove cartografiche
Durante e dopo la crisi del 1996, entrambe le parti hanno posto molta enfasi sulle mappe pubblicate in precedenza, che sono state citate come prove che presumibilmente dimostrano che le loro rispettive opinioni erano condivise da terze parti, o erano state condivise anche dalla parte opposta. Ad esempio, una road map nazionale sponsorizzata dal Ministero della Difesa turco, pubblicata poco prima della crisi, mostra Imia (Limnia) come territorio greco. Ci sono altre mappe turche di prima del 1996 che mostrano Imia / Kardak come greca.
Tuttavia, le prove cartografiche precedenti al 1996 sono così contrastanti che l'unica conclusione sicura che se ne può trarre è che nessuno dei due governi si è mai preso la briga di imporre una rappresentazione coerente di qualunque opinione legale avessero riguardo a queste isole, nel lavoro delle loro agenzie statali cartografiche.
C'è anche il caso di un isolotto vicino, a poche miglia da Imia / Kardak, chiamato Zouka, Dzouka o Topan Adası, che è stato costantemente indicato come turco nelle mappe navali greche, ma come greco nelle mappe topografiche greche. Quando l'attenzione del governo greco è stata attirata su questo fatto nel 2004, ha subito ammesso che Zouka era in realtà turca e che l'attribuzione alla Grecia era stata un mero errore tecnico, poiché Zouka si trova in realtà dalla parte turca della linea di demarcazione del protocollo 1932.
Alcuni dei problemi cartografici esistenti possono probabilmente essere ricondotti a un'indagine cartografica britannica del 1946-1947 condotta dall'equipaggio della HMS Childers. Secondo il racconto del suo ex ufficiale di navigazione, è possibile che gli isolotti in questione siano stati erroneamente dichiarati appartenenti alla Turchia dal suo predecessore. Il motivo era che durante la seconda guerra mondiale le barche di una flottiglia del British Special Boat Service evitavano spesso le pattuglie tedesche accostandosi a pescherecci turchi vicino all'isolotto e convincendo i tedeschi che erano pescatori turchi in territorio turco.
In base a questa esperienza, un ufficiale della HMS Childers, che aveva servito nella flottiglia di barche speciali, probabilmente ha tracciato il nome turco di questi isolotti, Kardak, e li ha attribuiti alla Turchia. È possibile che, quando l'intero Dodecaneso fu ceduto alla Grecia nel 1947, questi isolotti sarebbero potuti non essere stati inclusi nelle mappe ufficiali a causa dell'esperienza di guerra di un ufficiale navale britannico.
Sembra, in breve, che le prove cartografiche contraddittorie in questo campo siano state causate da errori in tempo di guerra, mera disattenzione o proliferazione involontaria di precedenti errori tecnici. Non riflette necessariamente opinioni legali o politiche coerenti di entrambe le parti. Le prove cartografiche contrastanti possono tuttavia essere una delle cause delle diverse rivendicazioni di sovranità.

### Reazioni di organizzazioni internazionali e di altri Paesi
Bill Clinton ha detto sulla crisi: "Pensavo che i miei aiutanti stessero scherzando quando hanno detto che la Turchia e la Grecia si sarebbero impegnate in una guerra per delle rocce su cui vivono solo le pecore. Ho tenuto telefonate con i leader di entrambi i paesi, e li ho convinti a non andare in guerra per le rocce dove abitavano per lo più 20 pecore".
Dopo il 1996, la maggior parte dei paesi stranieri ha accuratamente evitato di prendere una posizione inequivocabile sulla questione Imia / Kardak a favore di una delle parti. Tuttavia l'opinione pubblica sia greca che turca è stata ansiosa di osservare la posizione dei governi stranieri sulla questione, come evidenziato da dettagli come il trattamento cartografico di Imia / Kardak nelle mappe pubblicate dalle agenzie statali. Particolare attenzione è stata prestata in questo contesto alle mappe pubblicate dalle agenzie governative degli Stati Uniti. Poco dopo la crisi del 1996, la National Imaging and Mapping Agency (NIMA) degli Stati Uniti ha rimosso il nome greco Vrakhoi Imia dalle sue mappe, aggiungendo invece una nota che diceva "Sovranità indeterminata", ma in una nuova edizione pochi mesi dopo, nell'ottobre 1996, ha annullato quella mossa tornando al nome greco. Inoltre, l'amministrazione statunitense ha suggerito che le rivendicazioni della Turchia siano presentate a una risoluzione pacifica secondo il diritto internazionale.
Il governo italiano, parte contraente originaria del protocollo di confine del 1932, ha dichiarato il 6 febbraio 1996 di ritenere valido il protocollo, dando così sostegno alla posizione greca.
L'Unione europea ha appoggiato la parte greca nella disputa sulle isole di Imia e ha avvertito la Turchia di astenersi da qualsiasi operazione militare contro la sovranità greca e, insieme al Parlamento europeo, ha chiamato la Turchia a risolvere eventuali controversie con la Grecia attraverso la Corte internazionale di giustizia . Anche la risoluzione del Parlamento europeo dal titolo "Risoluzione sulle azioni provocatorie e sulla contestazione dei diritti sovrani da parte della Turchia contro uno Stato membro dell'Unione" afferma che i confini della Grecia sono confini dell'UE. Inoltre, ha affermato che gli isolotti di Imia / Kardak appartengono al gruppo di isole del Dodecaneso ai sensi dei trattati del 1923, 1932 e 1947 e che anche sulle mappe turche degli anni '60, questi isolotti sono indicati come territorio greco.
Dopo l'incidente la Grecia ha minacciato di riaprire il dibattito sull'attuazione di un accordo di unione doganale dell'UE con la Turchia e di bloccare un pacchetto di aiuti dell'UE che fa parte dell'accordo. La Grecia ha affermato che la Turchia ha infranto un impegno nell'ambito dell'accordo di avere legami amichevoli con i membri dell'UE. Molti ministri degli esteri dell'UE hanno esortato le parti a risolvere amichevolmente le divergenze. I membri dell'UE erano preoccupati che le mosse della Grecia contro la Turchia avrebbero violato l'accordo di unione doganale e interferito con lo sviluppo dei legami e l'accesso al mercato turco. Anche gli Stati Uniti erano preoccupati in quanto sostenitori dei legami turco-europei. Il presidente francese Jacques Chirac "ha indicato che meno nuovi problemi la Grecia ha creato per la cooperazione UE-Turchia, più è probabile che la Francia mostri solidarietà con la Grecia". Secondo quanto riferito, altri governi europei hanno suggerito che se la Grecia avesse sabotato l'unione doganale, avrebbero bloccato i colloqui sull'adesione di Cipro all'UE.
Il primo ministro greco ha affermato che la Grecia coopererà con l'UE una volta che la Turchia avrà accettato la giurisdizione della Corte internazionale di giustizia, ma la Turchia deve avviare un ricorso alla Corte internazionale di giustizia poiché sta mettendo in discussione i diritti della Grecia. L'opposizione greca ha criticato il governo, per la sua incapacità di ottenere più sostegno dall'Europa, mentre la Turchia ha inviato funzionari in Europa per spiegare le loro opinioni e per contrastare il tentativo della Grecia di ostacolare le relazioni turco-UE e ha richiamato il suo ambasciatore da Atene.
Nell'ottobre 2019, il Segretario di Stato americano Michael Pompeo, durante la sua prima visita ufficiale in Grecia, alla domanda su un potenziale scenario di Imia che coinvolge un'escalation dell'aggressione turca nell'Egeo, ha affermato che gli Stati Uniti e la Grecia condividono gli stessi valori sulla sovranità e ha promesso che gli Stati Uniti avrebbero "protetto […] queste idee fondamentali di sovranità".